# DNS Belgium

DNS Belgium, vroeger bekend als DNS.be, is een registry en non-profitorganisatie die verantwoordelijk is voor het beheer van de topleveldomeinen .be en de nieuwe extensies .vlaanderen en .brussels. In België worden domeinnamen geregistreerd door een netwerk van registrars van DNS Belgium, in naam van hun individuele klanten.
DNS Belgium is opgericht in 1999 door de Internet Service Providers Association, Fabrimetal en de Belgium Telecommunications Users Group op vraag van Pierre Verbaeten. DNS Belgium koos vanaf 11 december 2000 voor een gedecentraliseerd netwerk van registrars om een eenvoudiger automatische procedure te bekomen voor de registratie van domeinnamen.
In 2014 trad FeWeb (de Belgische federatie van webbedrijven) toe tot de algemene vergadering van DNS Belgium. In mei 2016 werden 4 nieuwe leden toegevoegd: BeCommerce, Comeos, IAB en BeReAs.
DNS Belgium is een ook stichtend lid van het consortium EURid, dat het topleveldomein .eu beheert, en heeft daar ook als model voor gediend.